# Coleophora glaucella
Coleophora glaucella é uma espécie de mariposa do gênero Coleophora pertencente à família Coleophoridae.